# Isaac Hirsch Weiss
Pour les articles homonymes, voir Weiss.
Ne doit pas être confondu avec Joseph Hirsch Weiss.
Isaac (Eizik) Hirsch Weiss (hébreu: יצחק הירש ווייס) est un rabbin, talmudiste et historien de la littérature autrichien du XIXe siècle (9 février 1815 – 1er juin 1905).

## Éléments biographiques

### Jeunes années
Isaac Hirsch Weiss naît à Gross Meseritsch, en Moravie, dans une famille de la classe aisée et attachée à la tradition. Il reçoit son instruction élémentaire dans divers ḥadarim locaux. Ses capacités sont vite reconnues et il entre, à l’âge fort précoce de 8 ans, à la yeshiva de Moïshe Aaron Tichler, fondée à Gross Meseritsch en 1822. 
Il y étudie pendant cinq ans avant de poursuivre sa formation à domicile et retourne ensuite étudier dans les yeshivots de Trebitsch, sous la tutelle de Ḥayyim Joseph Pollak, et d’Eisenstadt, sous la supervision de Yitzhak Moshe Perles. Ses changements fréquents s’expliquent par son insatisfaction sur l’absence d’enseignement des sciences profanes, d’hébreu et de grammaire hébraïque dans les yeshivot. 
Influencé par Nachman Krochmal, Samuel Judah Löb Rapoport et le Gottesdienstliche Vorträge de Leopold Zunz, Isaac Weiss enrichit son cursus talmudique d’études de philosophie juive. Il rédige, au cours de l’année passée chez ses parents, de nombreux hiddoushim (novellæ) sur le Talmud ainsi que sur les sections Yore De'a et Ḥoshen Mishpaṭ du Shoulḥan aroukh. Il entretient aussi une correspondance avec de nombreux rabbins distingués, en particulier Joseph Saul Nathanson. 

### En Moravie
I.H. Weiss épouse en 1842 la fille du rabbin David Oppenheim, se lance dans le commerce et dirige la yeshiva de sa ville natale, jusqu’à sa fermeture par les autorités en 1845. 
Il approfondit par ailleurs ses liens avec la Haskala, contribuant sur des sujets généraux, des biographies et des articles sur la liturgie au Kokhvei Yiẓḥaḳ de Max Emanuel Stern, au Jeschurun de J.I. Kobak, au Maggid et à d’autres revues.

### À Vienne
I.H. Weiss s’établit en 1858 à Vienne et devient correcteur pour la maison de presse Samarski & Dittmarsch. Il s’attelle principalement à l’amendement critique du texte du Talmud, composant une édition viennoise de celui-ci. Six ans plus tard, il est nommé professeur de Talmud de Babylone et de Talmud de Jérusalem au Collège rabbinique de Vienne fondé par Adolf Jellinek (en) en vue d’établir un passage entre le monde des yeshivot et les séminaires rabbiniques plus modernes. Il exerce cette fonction avec Meïr Friedmann jusqu’à sa mort.
Il fait à la fois preuve d’un grand esprit critique, n’hésitant pas à déclarer à l’occasion que le texte qu’il a devant les yeux est faux, et d’une grande prudence lorsqu’il effectue ses corrections. Il enseigne aussi que les paroles des anciens rabbins ne doivent pas être interprétés en fonction des conceptions modernes mais du contexte historique, politique ou autre, dans lequel l’enseignement a été dispensé.
Entouré de grands érudits du judaïsme, Weiss trouve un terrain favorable à son activité littéraire et produit beaucoup. Il intervient en 1864 dans le procès en diffamation intenté au réformateur Leopold Kompert pour avoir publié dans son numéro annuel un article de Heinrich Grätz niant qu’Isaïe annonce un Messie personnel. Weiss appuie Lazar Horowitz, rabbin de la communauté orthodoxe de Vienne et appelé à ce titre comme expert, qui déclare lors du procès n’avoir pas connaissance d’un « judaïsme orthodoxe » en tant que religion distincte et qu’il peut exister d’autres interprétations des prophéties messianiques que celle d’un Messie personnel, bien que lui-même y souscrive. 
Isaac Hirsch meurt à Vienne le 1er juin 1905.

## Œuvre

### Dor Dor veDorshav
Le grand-œuvre d’Isaac Hirsch Weiss est son Dor Dor veDorshav, une chronique en cinq volumes de l’histoire des Juifs et du judaïsme depuis les temps bibliques jusqu'à l’expulsion des Juifs d’Espagne : 
- le premier volume (1871) couvre l’histoire depuis les débuts de la loi orale jusqu’à la destruction du Second Temple
- le second volume (1876) traite la période tannaïtique jusqu’à la conclusion de la Mishna
- le troisième volume (1883) va de la période amoraïque jusqu’à la complétion du Talmud de Babylone
- le quatrième volume (1887) se penche sur la période des gueonim jusqu’à la fin du cinquième millénaire du calendrier juif (le milieu du XIIIe siècle dans le calendrier grégorien),
- le cinquième volume résume la période des casuistes jusqu'à la composition du Shoulḥan 'Aroukh.

Selon Weiss, la loi orale est en réalité l’interprétation du Pentateuque et commence dès la rédaction de la Torah par Moïse. Les divergences apparentes entre elle et divers livres des Prophètes (dont les « contradictions » entre le Livre d'Ézéchiel et le Lévitique) ne sont dues qu’à des interprétations de la Torah différant selon les époques. Weiss défend l’unité du Pentateuque et soutient que seul Moïse en fut l’auteur. Toutefois, il pense que Moïse lui-même se conforme déjà à certaines traditions de son temps, ce qui explique qu'il puisse être dit qu’Abraham observait les lois et préceptes de Dieu (Genèse 26:5). Il explique aussi que les répétitions du Pentateuque sont des additions  qui amplifient ou limitent la portée des préceptes donnés dans les Livres précédents.
Dans le second volume, Weiss décrit l’élaboration de la Mekhilta, du Sifra, du Sifre et de la Mishna, entrecoupant ses propos de monographies sur les Tannaim ; sans voiler les échecs de certains, il les défend, particulièrement les Nessi'im contre les accusations de Joshua Heschel Schorr et d'autres.
Le troisième volume est en grande partie consacré à la Aggada (la partie narrative du Talmud) et à ses maîtres. L’auteur ne cherche pas à justifier les passages qu’elle contient et dont l’aspect invraisemblable sert de prétexte à toutes les critiques mais il souligne les nombreux aphorismes et phrases édifiantes éparpillées dans la Aggada, en citant un grand nombre.
Ce travail est adopté par la majorité des Juifs maskilites (« éclairés ») comme la référence historiographique mais il suscite de nombreuses critiques parmi les opposants à la Haskala. Isaac Halevy a écrit son Dorot ha-Rishonim contre le Dor de Weiss (principalement en notes à la fin du sixième volume) et Eleazar Zarkes publie une critique dans le Keneset ha-Gedolah (vol. iv., part 2, p. 65 et seq.). Simḥah Edelmann rédige un petit pamphlet intitulé Ma'amar Doreshe Reshoumot (Varsovie, 1893), où il dénonce les erreurs de Weiss et Simḥah Weissmann recourt aux attaques personnelles dans son pamphlet Teshouvot ou-Ma'anot Nimraẓot. Plus récemment, Y. Lifshitz a écrit une réfutation du Dor Dor veDorshav, intitulée Dor Yesharim, approuvée par de grandes figures du monde haredi, dont Chaim Ozer Grodzinski.

### Autres
Outre de nombreux articles de revue, I.H. Weiss a composé, à la demande de Jacob Schlossberg, un compendium des lois et observances rituelles, intitulé Oraḥ la-Ẓaddiḳ et publié par Schlossberg au début du Seder Tefillat Ya'aḳob (Vienne, 1861). 
L’année suivante, Weiss entreprend l’édition du Sifra avec commentaire d’Abraham ben David de Posquières, y ajoutant une introduction historico-linguistique en neuf chapitres, ainsi que des annotations critiques et exégétiques, intitulées Massoret haTalmud et basée sur le Massoret HaShass' mais donnant en outre les variantes du texte de différents manuscrits et les passages parallèles dans le Talmud de Jérusalem.
Dans le cadre du procès de Kompert, Weiss publie un pamphlet intitulé Neẓaḥ Yisrael où il soutient Lazar Horowitz, ainsi qu’Isaac Noah Mannheimer qui prêche des idées similaires. Ce livre, jugé trop libéral, entraine la réaction de Nissan Schidhoff, intitulée Nesheḳ Bar (Fürth, 1864).
La même année, Weiss édite les mishnayot du traité Berakhot, fournissant une liste de variantes dans les deux Talmuds et un synopsis du contenu. Un an plus tard (1865), il fonde avec Friedmann un mensuel, Bet ha-Midrash qui ne dure que cinq numéros. Il édite enfin la Mekhilta deRabbi Ishmaël, à laquelle il ajoute une introduction méthodologique et un commentaire critique intitulé Middot Soferim.
En 1881, il lance un nouveau magazine mensuel, toujours avec Friedmann, le Bet Talmud, qui connaitra plus de succès que leur précédent essai. Ce périodique sert de tribune à Weiss lui-même, la plupart de ses articles traitant du Talmud en général et sur des sujets particuliers. Il réalise aussi les esquisses biographiques, entre autres de Maïmonide, Rachi, et Rabbenou Tam. En 1891, Weiss réédite le Darke ha-Gemara, une méthodologie du Talmud d’Isaac Campanton. 
Son dernier travail livresque est le Zikhronotaï (Varsovie, 1895), un mémoire autobiographique depuis son enfance à ses 80 ans. 
Ses biographies les plus prisées sont celles de Saadia Gaon (Ha-Assif, ii. 275-293) et de Mannheimer (Mi-Mizraḥ umi-Ma'arab, iii. 17 et seq.).